# Unió de Ciutadans Independents
Unió de Ciutadans Independents (en castellà Unión de Ciudadanos Independientes; sigles: UCIN) és un partit polític espanyol fundat originàriament el 2012 com a resultat de la unió de més de 60 agrupacions independents de Castella-la Manxa. Posteriorment es va estendre a altres comunitats autònomes.
Malgrat haver-hi arribat a un primer acord de col·laboració, al setembre de 2014, UCIN es va desvincular de Ciutadans i va decidir acudir a les eleccions municipals de 2015 en solitari a causa de l'incompliment de les clàusules del pacte per part del partit d'Albert Rivera. Al llarg de 2018, i de cara als diferents processos electorals de 2018-2019, UCIN va explorar la possibilitat d'establir acords de col·laboració amb altres partits, però només va cristal·litzar la coalició electoral amb UPyD a Castella-la Manxa, signada públicament el 2 de febrer de 2019.

## Resultats electorals
| Eleccions                                          | Vots   | % de vots | Representació |
| -------------------------------------------------- | ------ | --------- | ------------- |
| Eleccions municipals espanyoles de 2015            | 12.042 | 0,05 %    | 50 / 67.611   |
| Eleccions a les Corts de Castella-La Manxa de 2015 | 5.061  | 0,46 %    | 0 / 33        |
| Eleccions municipals espanyoles de 2019            | 18.920 | 0,08 %    | 74 / 67.121   |
| Eleccions municipals espanyoles de 2023            | 20.015 | 0,08 %    | 66 / 67.152   |